# Ingrid Karta-Bink

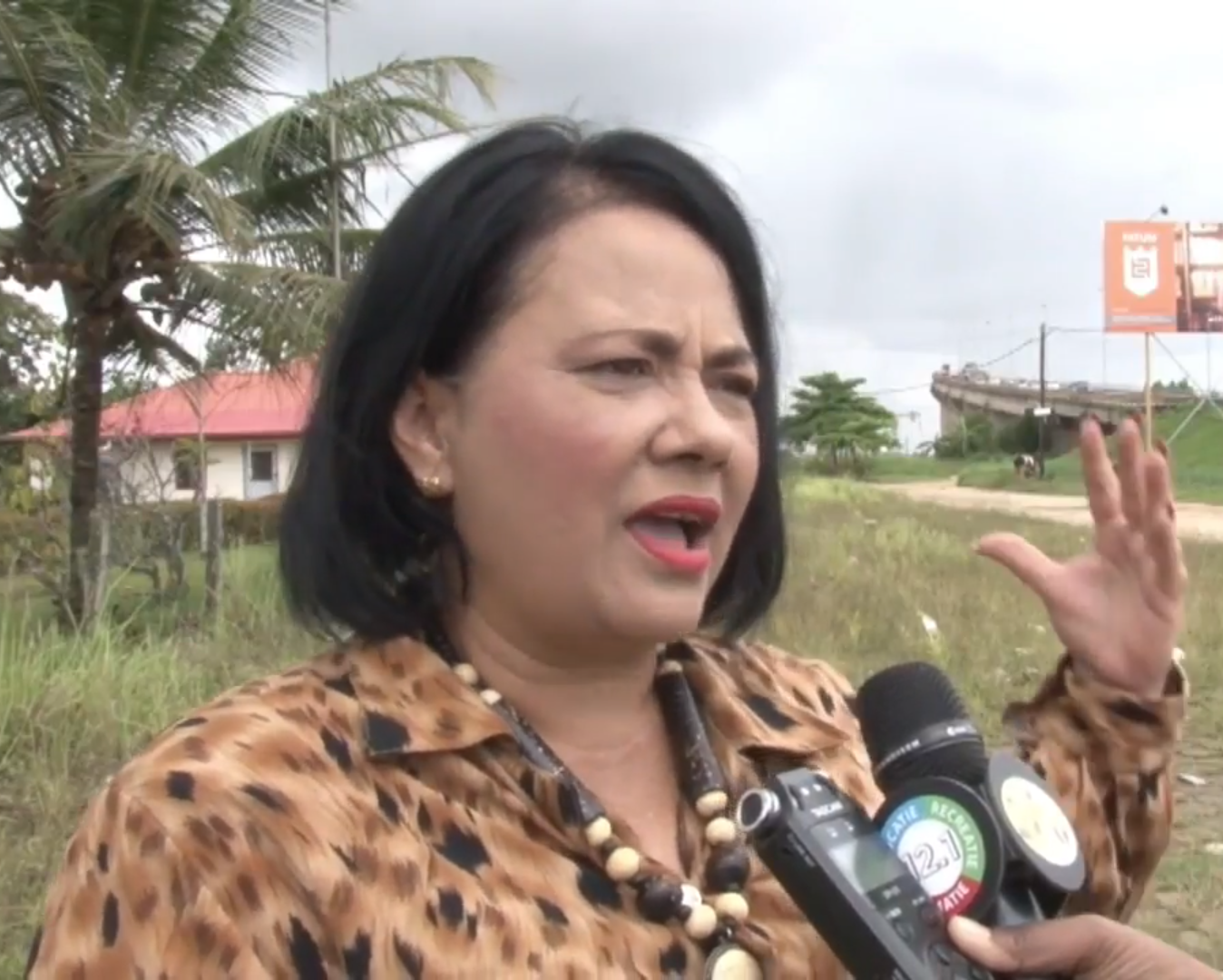
Ingrid Bink em 2008.

Ingrid Karta-Bink ou Ingrid Bink (nascida em 1972) é uma diretora de escola surinamesa que se tornou política. Ela foi membro da Assembleia Nacional do Suriname.

## Vida
Karta-Bink nasceu no distrito de Commewijne por volta de 1972. Teve uma boa infância e foi a quarta de cinco filhos. Ela aproveitou outras culturas e aprendeu um pouco do hindustani.
Ela serviu como diretora de escola na OS Mariënburg por uma década, depois de leccionar por cinco anos.
Ela começou a interessar-se pelo partido Pertjajah Luhur e esse não foi um caminho fácil. O partido tinha um certo chauvinismo masculino e foi somente combinando com outras mulheres fortes que ela conseguiu opor-se a essa discriminação. O partido agora tem um líder forte e os chauvinistas deixaram o partido.
Em 18 de junho de 2011, foi nomeada comissária distrital como parte da descentralização. Ela estava feliz com a sua equipe, mas surpresa ao descobrir que o seu nível educacional era baixo. Apenas um membro da sua equipa possuía pós-graduação e alguns não concluíram o ensino fundamental.
Em 2015 foi eleita para a Assembleia Nacional. Em 2020, ela fez campanha pelo facto de que o país deveria se restringir às condições que impôs às pessoas que desejavam ser cidadãos do Suriname. Ela queria testar os candidatos nos seus conhecimentos da língua holandesa e conhecimento do hino nacional. Ela acreditava que o país votaria numa coligação de partidos no poder e eles não quereriam um único partido no poder. Quatro pessoas foram eleitas pelo distrito de Commewijne e ela não foi uma das duas eleitas pelo seu partido.
Karta-Bink renunciou ao partido Pertjajah Luhur em setembro de 2020, após consultar a sua família. Ela servia como presidente da sua parte do partido.